# Nine Inch Nails
Nine Inch Nails (МФА: [naɪn ɪntʃ neɪlz]; сокр. NIN, часто стилизованное как NІИ; в переводе с англ. — «девятидюймовые гвозди») — американская индастриал-рок-группа, созданная Трентом Резнором в 1988 году в городе Кливленд, штат Огайо. Как основной продюсер, певец, автор текстов и музыкант, Резнор является единственным постоянным участником группы и несёт единоличную ответственность за её развитие. Музыка NIN охватывает большой диапазон жанров, сохраняя при этом характерное звучание, достигаемое использованием электронных инструментов и средств обработки звука. После записи очередного альбома Резнор, как правило, привлекает музыкантов, с которыми отправляется в концертное турне в поддержку пластинки; этот концертный состав существует отдельно от Nine Inch Nails в студии. На сцене NIN часто используют для сопровождения своих выступлений эффектные визуальные элементы, часто достигающие апогея в разрушении музыкантами своих инструментов.
Поклонники андеграундной музыки тепло приняли Nine Inch Nails в их ранние годы. В 1990-е годы группа выпустила несколько значимых записей, достигших широкой популярности и коммерческого успеха; некоторые песни NIN стали хитами на радио, среди которых две композиции были удостоены премии «Грэмми». В дальнейшем музыка группы и Резнора неоднократно будет фигурировать в кинофильмах и играх. В 1996 году выходит компьютерная игра Quake, саундтрек для которой написал Трент Резнор. В 2004 году журнал Rolling Stone поместил NIN на 94 место в своём списке «100 величайших исполнителей всех времён». Несмотря на тёплый приём музыкального сообщества, у группы было несколько конфликтов со звукозаписывающей индустрией. В 2007 году Трент Резнор заявил, что NIN будет далее развиваться независимо от звукозаписывающих лейблов. В 2020 году по решению организационного комитета NIN были занесены в Зал славы рок-н-ролла. На данный момент[когда?] суммарно группой продано около 30 миллионов экземпляров альбомов по всему миру.
В прошлом Nine Inch Nails нечасто выпускали полноформатные студийные альбомы; концертные и ремикс-альбомы заполняли эти пробелы в каталоге группы. Резнор ссылается на свои личные проблемы как на причину этих пауз; в своих песнях он часто исследует мрачные стороны своего «Я».

## История

### Формирование группы (1988—1989)
В 1987 году Трент Резнор играл на синтезаторе в группе из Кливленда под названием Exotic Birds, чьим менеджером выступал Джон Малм. Резнор и Малм стали друзьями, и после ухода Резнора из группы Малм неофициально стал его менеджером. В то время, когда Трент работал помощником звукоинженера и уборщиком в студии записи Right Track Studios, он просит хозяина студии Барта Костера, чтобы тот разрешил ему бесплатно записать несколько демоверсий из своего собственного материала, пока студия никем не используется. Костер соглашается. Однако Резнор так и не смог найти музыкантов, которые бы смогли исполнить его материал как он хотел, поэтому он сам решает записать все инструменты, кроме ударных. Так он будет поступать при записи всех своих альбомов в будущем, иногда вовлекая в процесс других музыкантов и помощников. В 1988 году, после первых концертов на разогреве у Skinny Puppy, Резнор загорается желанием выпустить сингл на каком-нибудь маленьком европейском лейбле. Лишь небольшое количество звукозаписывающих компаний откликнулись на материал Резнора, и он подписывает контракт с TVT Records. В 1989 году десять песен из его демозаписей были переработаны и перезаписаны для его первого альбома Pretty Hate Machine. Демоверсии песен можно найти на многочисленных бутлегах, в том числе и на Purest Feeling.
В 1994 году Резнор сказал в интервью, что выбрал для группы название «Nine Inch Nails», потому что оно хорошо звучало и прошло проверку временем (большинство названий спустя какое-то время начинали звучать плохо), а также легко превращалось в аббревиатуру. Долгое отсутствие разъяснений со стороны Трента привело к большому количеству слухов и спекуляций насчёт названия группы, например: девятидюймовые гвозди, которыми был распят Иисус; или девятидюймовые ножи-ногти Фредди Крюгера. Английские буквы NIN также отмечены за их сходство с современными еврейскими буквами Тетраграмматона. Существует также старая английская мюзик-холл песня с припевом: «Я никого не знаю, кто не хочет девятидюймовых гвоздей». Логотип Nine Inch Nails, который состоит из букв [NІИ] в рамке, был разработан Резнором и Гэри Талпасом. Логотип впервые появился в видеоклипе для дебютного сингла Nine Inch Nails «Down in It», и был вдохновлён типографией Тибора Кальмана на обложке альбома Talking Heads Remain in Light. Талпас, уроженец Кливленда, будет продолжать разрабатывать обложки Nine Inch Nails до 1997 года.

### Дебют.Pretty Hate Machine(1989—1991)
Первый альбом группы, Pretty Hate Machine, записанный и сведённый самим Резнором, был выпущен в 1989 году. Это было первое сотрудничество с продюсером Эдрианом Шервудом (он спродюсировал первый сингл NIN «Down in It» даже не встречаясь с Резнором лично) и Марком Эллисом, более известным как Flood. Flood будет помогать в записи музыки до 1994 года, а Шервуд будет делать ремиксы на композиции NIN до 2000 года. Альбом получает «тёмное» звучание, но музыка из альбома всё-таки была доступна и для рядового слушателя, и после 113 недель в американском чарте Billboard 200 альбом становится первой в истории записью на независимом лейбле, которая получает платиновую сертификацию. MTV вещает клипы на «Down in It» и «Head Like a Hole». Видео на третий сингл из альбома, «Sin», выходит только в 1997-м на сборнике домашнего видео Closure.
Во время съемок клипа на песню "Down in It", для снятия финальной сцены, где обвалянный в крахмале Резнор должен был совершить самоубийство, использовалась камера привязанная к воздушным шарикам, которые, в свою очередь, были привязаны к крыше. Но трос оборвался и впоследствии шары вместе с камерой улетели и спустя некоторое время оказались в Мичигане. Фермер Роберт Рид нашёл камеру у себя на ферме и сдал её в полицию, и проявив плёнку, полицейские увидели страшную картину в виде мертвого человека, вокруг которого стояли люди в камуфляже. Предположив, что это дело рук религиозной секты, полиция начала расследование. Заметив на заднем плане поезда CTA, плёнку направили напрямую в Полицию Чикаго. Через некоторое время они начали развешивать листовки с изображением "мёртвого" Трента Резнора, но вскоре они связываются с его менеджером, который разъясняет им всю суть недоразумения.
После серии удачных выступлений группы в 1990 и в 1991 годах, NIN завоевывает популярность среди поклонников альтернативного рока, в частности поклонников Питера Мёрфи и The Jesus and Mary Chain (у которых группа играла на разогреве). «Фишкой» группы становится разрушение инструментов и общая агрессия исполнения песен. После неудачного выступления на европейских фестивалях на разогреве у Guns N' Roses, TVT заставляет Трента писать следующий альбом; при этом разгорается конфликт между Трентом и главой лейбла Стивом Готлибом, касающийся, главным образом, звучания альбома. Резнор реагирует на это тем, что в тайне от руководства TVT и под другими именами записывает новый альбом.

### Broken(1992—1993)
Вскоре конфликт между Резнором и Готлибом становится причиной ухода Трента с TVT. Он подписывает контракт с Interscope и основывает дочерний лейбл Nothing Records. Это должно было даровать ему больше свободы в процессе создания музыки. То, что должно было стать альбомом, выходит как 8-трековый мини-альбом в 1992 году. Трент заявляет, что судебные разбирательства с TVT помешали ему сделать полноценный релиз. Также, вдохновлённый свободой, он обещает полный альбом The Downward Spiral уже к следующему году.
В итоге Nine Inch Nails выпускают Broken — мини-альбом, содержащий 6 песен и 2 бонус-трека. В буклете, прилагаемом к альбому Резнор обозначает тур 1991 года как повлиявший на звучание альбома. Трент характеризует Broken как основанный на гитаре «взрыв уничтожения» и «намного жёстче […] чем Pretty Hate Machine». Песни с Broken принесли NIN две премии «Грэмми» в категории «Лучшее метал-исполнение»: первая — за песню «Wish» — была получена в 1993 году на 35-й церемонии; вторая премия — за исполнение песни «Happiness in Slavery» на фестивале «Вудсток ‘94» — была получена в 1996 году на 38-й церемонии. Резнор позже шутил, что на его могиле должно быть написано «РЕЗНОР: Умер. Сказал „Фистинг“, получил Грэмми».
Особого внимания удостоены и клипы на песни из мини-альбома. Питер Кристоферсон из групп Coil и Throbbing Gristle снял видео на песню «Wish», но самое неоднозначное видео сопровождает «Happiness in Slavery». Клип был почти повсеместно запрещён за показ мужчины, которого сыграл Боб Фланаган, получающего удовольствие от машины пыток, в конце убивающей его. Третье видео для «Pinion» частично включено в первый эпизод мтвишного Alternative Nation, и изображает туалет с человеком с кляпом во рту и в бондаже. Резнор и Кристоферсон составили из этих трёх клипов и кадров из «Help Me I Am in Hell» и «Gave Up» полноформатное музыкальное видео, озаглавленное Broken Movie. Оно изображает убийство молодого мужчины, который был похищен и подвергнут пыткам, которые перемежаются с просмотром клипов. Этот фильм так и не был выпущен официально, но вместо этого стал популярен в кругах любителей таких вещей.
Отдельное видео исполнения песни «Gave Up» вместе с Ричардом Патриком и Мэрлином Мэнсоном было снято в студии «Le Pig», названное так самим Резнором, в месте убийства Шэрон Тейт. Кроме того было снято концертное исполнение, включённое в компиляцию Closure 1997 года. В конце 1992 года за Broken последовал мини-альбом ремиксов Fixed. Вместо тура в поддержку нового материала Резнор начинает жить и работать в Le Pig над материалом для следующего альбома, будучи свободным от ограничений лейбла.

### The Downward Spiralи международный успех (1994—1997)
Ранние идеи для The Downward Spiral были задуманы после того, как фестивальные концерты Lollapalooza 1991 года закончились в сентябре этого года. Хотя работа над Broken была начата ещё в конце 1991 года, запись второго полноформатного
альбома NIN не начиналась до 1992 года, когда Резнор начал создавать несколько стихов и сочинил темы, исследуемые в альбоме в его журналах. Резнор должен был первоначально записать альбом в Новом Орлеане, но изменил планы из-за финансовых обязанностей. Он часто проверял 15 зданий через день, обосновываясь, чтобы остаться в здании, построенном в жилом районе в Лос-Анджелесе. В конечном счёте дом по адресу Сьело-драйв, 10050 был выбран для записи альбома, хотя он вошёл в дом впервые 4 июля 1992 года.
Второй полноценный альбом Nine Inch Nails, The Downward Spiral, выходит в марте 1994 и сразу же попадает на второе место Billboard 200. Альбом до сих пор остаётся самым продаваемым релизом группы в США. Влияние на музыку оказали альбомы Low Дэвида Боуи и The Wall группы Pink Floyd. Музыка и лирика The Downward Spiral отображают ментальный регресс протагониста, что является концепцией всей записи. Это был последний альбом Nine Inch Nails, который спродюсировал Флад. Его сотрудник Алан Молдер занялся сведением The Downward Spiral, что послужило началом его долголетней работы с группой. Альбом был записан в Le Pig Studios, студии в особняке, в котором банда Чарльза Мэнсона убила Шэрон Тейт, беременную жену режиссёра Романа Полански, и четырёх её друзей.
Две композиции из альбома были выпущены как коммерческие синглы, «March of the Pigs» и «Closer». «Piggy» и «Hurt» также попали в ротацию радиостанций, но так и не были выпущены для продажи. Клип на «Closer», снятый Марком Романеком, можно было часто увидеть на канале MTV. При этом канал сделал цензированную версию клипа, откуда были убраны некоторые сцены и вырезана ненормативная лексика. Все клипы из альбома составили видеоряд документального фильма Closure, в котором показаны главные события времён Self Destruct Tour.
Отзывы музыкальных критиков в целом были благоприятными: в 2005 году альбом был поставлен на 25 место в списке «100 величайших альбомов, 1985—2005» журнала Spin, а в 2003 году Rolling Stone поместил на 200 строчку своего списка «500 величайших альбомов». После выхода The Downward Spiral Резнор выпустил альбом ремиксов, названный Further Down the Spiral, единственный неосновной релиз Nine Inch Nails, который был сертифицирован как золотой в США. Он содержит работу музыкантов Aphex Twin, продюсера Рика Рубина и гитариста Jane’s Addiction Дэйва Наварро и других.
Кульминацией тура стало выступление на фестивале Вудсток. Участники группы, покрытые грязью, собрали самую большую толпу у сцены, а трансляцию посмотрели более 24 миллионов зрителей. Причиной успеха стало высокое качество исполнения и добавление эффектных визуальных элементов в шоу. Тур также включал цирк Джима Роуза на разогреве. В это же время продюсерская деятельность Трента, его перфекционизм, а также алкогольная и наркотическая зависимости все дальше и дальше отодвигали дату выхода следующего альбома.
Во время гастролей Резнор продюсирует саундтрек к фильму Оливера Стоуна «Прирождённые убийцы» с помощью портативного Pro Tools в своём гостиничном номере. Сборник включает новую песню Nine Inch Nails «Burn», написанную специально для фильма. В 1996 году Трент пишет саундтрек и звуки для игры Quake. В дань уважения к нему, вся серия Quake включает логотип Nine Inch Nails на боеприпасах к гвоздомёту. В 1997 году он продюсирует саундтрек к фильму «Шоссе в никуда» режиссёра Дэвида Линча. Заглавным треком становится «The Perfect Drug», клип на который опять снимает Марк Романек. Претерпевший ремастеринг The Downward Spiral был переиздан на SACD и DVD-Audio в 2004 году.

### The Fragile(1999—2005)
Проходит пять лет после выхода The Downward Spiral. В сентябре 1999 выходит двойной альбом The Fragile. Из-за успеха предыдущего творчества группы, средства массовой информации создают ажиотаж вокруг альбома уже за год до его выхода. Когда всё же альбом попадает на прилавки магазинов, он сразу же взбирается на вершину Billboard 200. Музыкальные критики дают высокие оценки релизу, а песни с альбома регулярно крутятся на радио. Однако альбом покинул первую десятку хит-парада уже через неделю после выхода. Причиной этому стало отсутствие достаточной рекламы со стороны лейбла. Из-за этого Резнору пришлось финансировать тур в поддержку альбома из собственного кармана.
Звучание The Fragile резко отличалось от его предшественника. При записи альбома Резнор экспериментирует с расстроенными струнными инструментами и экзотическими звуками. Звук теперь играет более важную роль в передаче смысловой нагрузки альбома. Для записи альбома Трент создал в студии закрытую локальную сеть из компьютеров, на которые сохранялась вся работа музыкантов и продюсеров, и тем самым была легко доступна для обмена.
Первым синглом из альбома стал «The Day the World Went Away». На песню был снят клип, но он так и не попал в ротацию музыкальных каналов, возможно из-за слишком личного характера песни. Вторым номером в сингле, предварявшем альбом, является песня «Starfuckers, Inc.», которая стала причиной слухов и спекуляций среди журналистов из-за её сатирического текста. Песня была добавлена в трек-лист альбома в последний момент по решению Резнора. Также на «Starfuckers, Inc.» был снят клип, в съёмках которого принял участие друг и протеже Резнора Мэрилин Мэнсон. В Европе и Японии был выпущен сингл «We're in This Together» на трёх дисках, а в Австралии «Into the Void».
Следуя традиции Трент выпускает альбом ремиксов Things Falling Apart в 2000. Тур «Fragility» запечатлён в вышедшем в 2002 живом альбоме And All That Could Have Been на CD, DVD и VHS. Делюкс-издание концертной записи шло с дополнительным диском Still, на котором были записаны несколько новых, а также «более акустические» версии песен NIN.

### With Teeth(2005—2007)
Понадобилось ещё шесть лет, прежде чем в апреле 2005 вышел четвёртый полноформатный альбом With Teeth. Альбом был записан после долговременной борьбы Трента с алкогольной и наркотической зависимостью. Несмотря на преждевременную утечку и возможность прослушать альбом полностью на официальном MySpace группы, With Teeth занял первое место Billboard 200. В оформлении альбома отсутствовал буклет с текстами песен, вместо этого на сайте группы был опубликован постер в формате PDF, содержащий всю информацию. Критики приняли альбом в целом положительно, Роб Шеффилд из Rolling Stone описал альбом, как «классические Nine Inch Nails». PopMatters раскритиковал альбом, написав что Резнор «исчерпал идеи».
Первый клип на песню «The Hand That Feeds» был впервые показан на официальном сайте группы в марте 2005 года, а не на традиционных музыкальных каналах. Месяцем позже Трент выкладывает исходники песни, чтобы поклонники группы могли делать ремиксы. Также он поступает и со следующим синглом «Only», выпустив его в широком диапазоне форматов, включая Pro Tools и ACID Pro. Клип на песню снял режиссёр Дэвид Финчер, используя преимущества компьютерной графики. Третий сингл «Every Day Is Exactly the Same» выходит в апреле 2006. Клип на песню был отснят, но так и не смонтирован. Однако песня возглавила чарт Alternative Songs, как «Only» и «The Hand That Feeds».
Осенью 2005 группа едет в тур по Северной Америке вместе с Queens of the Stone Age, Autolux и Death From Above 1979. Nine Inch Nails выступили вместе с хип-хоп исполнителем Солом Уильямсом на одной сцене на фестивале Voodoo Music Experience в пострадавшем от урагана Новом Орлеане, бывшем доме Трента, в качестве хэдлайнеров. В заключении тура «Live: With Teeth» Трент и группа сделала ряд выступлений в Североамериканских амфитеатрах вместе с Bauhaus, TV on the Radio и Peaches. В феврале 2007 года Nine Inch Nails выпустили концертное видео Beside You In Time в трёх форматах: DVD, HD DVD и Blu-ray. Концертное видео дебютировало под номером один в чарте Billboard Top Music Videos и Billboard Comprehensive Music Videos в США.

### Year Zero(2007)
Пятый студийный альбом, Year Zero, вышел всего лишь через два года после выхода предыдущего, With Teeth. На то время это был самый короткий промежуток между альбомами. Резнор преподносит Year Zero как концептуальный альбом критикуя политику правительства США и показывая возможные последствия такой политики через 15 лет. Критическая реакция на альбом была в целом благоприятной, со средней оценкой 76 % на Metacritic, лучшим совокупным рейтингом чем With Teeth.
Чтобы передать историю событий, сюжет и атмосферу будущего, была создана игра в альтернативной реальности. Подсказки, спрятанные на одежде с символикой группы, вели к открытию целой сети из фиктивных интернет-страниц будущего. Перед выходом «Year Zero», на концертах Nine Inch Nails, поклонники находили спрятанные флэшки с песнями из нового альбома. Игра привлекла внимание американских СМИ к фан-сайтам и форумам, где поклонники обменивались информацией.
Для первого сингла из альбома, «Survivalism», и для других песен с Year Zero были выложены исходники, чтобы поклонники могли ремикшировать треки. Релиз второго сингла, «Capital G», повлёк за собой негативную реакцию Резнора, который расценивал это как очередное выжимание денег из поклонников. Сингл «Capital G» вышел только на виниле и не получил маркировки «Halo». Также Резнор был возмущён ценой на Year Zero в Австралии. После этого он призывает фанатов красть его музыку, что послужит толчком бесплатного распространения его музыки в будущем. Альбом ремиксов Year Zero Remixed стал последним релизом группы для Interscope Records, поскольку были выполнены все условия контракта. Резнор не стал обновлять контракт, став независимым артистом.
После правовых разбирательств с лейблом, Резнор все же запускает сайт ремиксов remix.nin.com, где желающие могут скачать исходники песен и загрузить свои собственные ремиксы, сделанные с помощью музыкального программного обеспечения. На сайте также предоставлены редкие композиции, которые не были включены ни в один коммерческий релиз, либо более не доступны в продаже.
Резнор запланировал экранизацию альбома и отметил Year Zero как «часть более широкой картины ряда вещей я работаю. По сути, я написал саундтрек к фильму, которого не существует». Проект переместился в телевизионную среду из-за высоких затрат на Year Zero в виде фильма, тогда Резнор нашёл американского кинопродюсера Лоуренса Бендера и встретился со сценаристами. 10 августа 2007 года Резнор объявил, что они будут принимать концепцию телевизионной сети в попытке обеспечить сделку: «Мы собираемся передать её в сеть, так что мы пару недель от выполнения всех основных людей, и мы увидим, что произойдёт». Начиная с первого объявления о его планах относительно телесериала прогресс замедлился, как сообщается, из-за забастовки Гильдии сценаристов, но тем не менее он продолжился.

### Ghosts I—IV,The Slipи прекращение концертной деятельности (2008—2011)
В феврале 2008 года, на официальном сайте NIN Резнор добавляет новость, названную «2 недели!». И 2 марта 2008 года Nine Inch Nails выпускают Halo 26 — Ghosts I–IV, альбом из 36 инструментальных треков. Ghosts I—IV стал продолжением эксперимента Резнора с распространением музыки по Интернету. Альбом был доступен в нескольких изданиях: бесплатная загрузка песен из Интернета первого тома Ghosts I в формате MP3 с битрейтом 320 кбит/с, 5 долларов за загрузку альбома полностью из Интернета в lossless-формате и/или MP3 320 кбит/с, 10 долларов за двухдисковое издание, 75 долларов за «Deluxe Edition» и 300 долларов за «Ultra-Deluxe Limited Edition», ограниченное количеством в 2500 копий, которые разошлись за три дня принеся группе в общей сложности 750 000 долларов.
При записи альбома принимали участие Аттикус Росс, Алан Моулдер Алессандро Кортини, Эдриан Белью и Брайан Вильоне. Альбом распространяется по лицензии Creative Commons Attribution Non-Commercial Share Alike.
Всего через два месяца, 5 мая 2008, выходит The Slip — следующий альбом, из 10 треков. Альбом доступен бесплатно с официального сайта группы и как лимитирование издание на CD и бонусным DVD с записями репетиций группы. The Slip является своеобразной благодарностью поклонникам группы, раскупившим все 2500 копий «Ultra-Deluxe Limited Edition» предыдущего альбома.
После выхода The Slip Резнор собирает новую группу и отправляется в тур по Северной Америке «Lights in the Sky». В конце тура, в декабре 2008, Трент выкладывает более 400 Гбайт несжатого и неотредактированного видеоматериала с трёх концертов. Тем временем на официальном сайте появляются фотографии Резнора и участников группы Jane's Addiction. Среди поклонников начинают ходить слухи о том, что возможно Трент продюсирует их новый альбом, однако, это оказалось не так. Тем временем Резнор опять вносит изменения в состав, и отправляется в прощальный тур «NIN|JA» с группами Jane’s Addiction и Street Sweeper Social Club.
В феврале 2009 года Резнор заявляет, что он не прекратит делать музыку NIN, но группа исчезнет со сцены на время. 12 июня закончился тур «NIN|JA», а 10 сентября 2009 Nine Inch Nails отыграли своё последнее выступление в театре «Wiltern» в Лос-Анджелесе.

### Возвращение на сцену.Hesitation Marks(2012—2015)
В интервью BBC Radio 1 Трент Резнор сообщил, что большую часть 2012 года будет работать с Nine Inch Nails. Позднее Резнор подтвердил, что работа над новым студийным материалом ведётся и возможно проведение концертных выступлений. В феврале 2013 года Резнор объявил о возвращении Nine Inch Nails и указал детали нового тура. Он также заявил, что помимо Алессандро Кортини и Илана Рубина новый состав группы будет включать Эрика Эвери из Jane’s Addiction, Эдриана Белью из King Crimson и Джошуа Юстиса из Telefon Tel Aviv.
23 февраля 2013 года было объявлено, что группа выступит на Fuji Rock Festival, Pukkelpop и Rock 'n' Heim Festival в Хоккенхайме, Германия в середине 2013 года. 11 марта 2013 года было объявлено о том, что они будут также играть на фестивалях в Рединге и Лидсе. Масштабный мировой тур под названием Twenty Thirteen Tour начался в июле 2013 года и продолжился до 2014. 15 мая 2013 Эвери объявил, что покинул группу прежде, чем выступить на любом из запланированных шоу. 17 мая Резнор объявил, что Робин Финк присоединился к группе.
28 мая 2013 стало известно, что новый альбом Nine Inch Nails был закончен и будет выпущен на Columbia Records в этом же году. 5 июня Резнор указал, что названием альбома будет Hesitation Marks и что он будет выпущен 3 сентября. Первый сингл, «Came Back Haunted» был выпущен 6 июня 2013 года. 13 августа в качестве промосингла была выпущена композиция «Copy of A». Третьим синглом вышел трек «Everything».
Как и сообщалось ранее, Hesitation Marks вышел 3 сентября 2013 года. 21 января 2014 интернет-лейблом Beats Music, компанией возглавляемой Dr. Dre и Трентом Резнором, был выпущен ремиксовый мини-альбом Seed Eight. Концертный тур Tension завершён 30 августа 2014 года.
В 2014 Nine Inch Nails стали одними из кандидатов для занесения в Зал славы рок-н-ролла, но группа не набрала необходимое количество голосов. Несмотря на это, в 2015 году NIN заняли второе место в любительском голосовании. Позднее стало известно, что группа повторно оказалась в списке номинантов.
В июне 2015, эксклюзивно для Apple Music, выпущены инструментальные версии альбомов The Fragile и With Teeth. В интервью Трент Резнор сообщил о начале работы над новым альбомом Nine Inch Nails и сказал, что «эта запись, не та которую можно закончить в течение месяца. Это словно на ощупь брести в темноте, чувствуя, что звук интересный».
В декабре, ограниченным тиражом в 2000 экземпляров, издан арт-бук «Cargo In The Blood», куда в вошли работы художника Расселла Миллза, созданные специально для альбома Hesitation Marks.

### Not the Actual Eventsи грядущие проекты (с 2016)
18 декабря 2015 года в Твиттере Резнор оставил сообщение:
Новый NIN выйдет в 2016. Всё остальное тоже.
Оригинальный текст (англ.)New NIN coming in 2016. Other stuff, too.
Но никаких новостей, касающихся нового релиза Nine Inch Nails, не было в течение практически всего года. Трент Резнор, тем временем, был вовлечён в написание музыки к короткометражке «Visions of Harmony» (проект Apple Music и НАСА), документальной ленте «Спасти планету» и кинокартине «День патриота».
3 августа 2016 года на сайте Discogs появились данные о якобы предстоящем новом сингле NIN — «Dive And Slam», однако Трент опроверг эту информацию.
В октябре, на вопрос фанатов о времени выхода нового материала Nine Inch Nails, Резнор ответил, что «2016 ещё не закончился». И только 16 декабря состоялся анонс нового мини-альбома NIN, получившего название Not the Actual Events. Над ЕР Трент Резнор работал вместе с Дэйвом Наварро, Дэйвом Гролом и Аттикусом Россом, который отныне считается официальным участником группы. Сам Резнор охарактеризовал релиз как «непроницаемую» и «недружелюбную» по настроению запись. Стало известно и о новом арт-директоре NIN Джоне Кроуфорде, который пришёл на смену Робу Шеридану, сотрудничавшего с группой с 2000 года. Также было анонсировано переиздание Broken, The Downward Spiral и The Fragile; кроме того, был анонсирован выпуск альтернативной версии последнего под названием The Fragile: Deviations 1, куда войдут 37 инструментальных композиций, в том числе альтернативные версии альбомных треков и неизданные ранее композиции. В 2017 году ожидается переиздание альбомов Broken, The Downward Spiral, With Teeth, Year Zero и The Slip.
23 декабря 2016 года мини-альбом Not the Actual Events поступил в продажу на виниле и в цифровом варианте; загружаемая версия с неким «физическим компонентом» будет доступна в январе. В интервью Зейну Лоу Трент Резнор и Аттикус Росс заявили о возможных других новых проектах Nine Inch Nails в 2017 году.
В январе 2017 года NIN анонсировали своё участие как хедлайнера на фестивале Panorama в Нью-Йорке, запланированном на 30 июля. 21 марта группа на своей странице в Facebook объявила об участии в качестве хедлайнера третьего дня фестиваля FYF Fest в Лос-Анджелесе; в том же сообщении был анонсирован обновившийся концертный состав, помимо Резнора и Росса включивший в себя Финка, Кортини и Рубина, вернувшихся после туров 2013—2014 годов.
В июне 2017 Трент Резнор подтвердил, что Not the Actual Events будет первой частью трилогии EP. 21 июля вышла вторая часть трилогии — Add Violence. Третий и последний промосингл выйдет на 6-8 месяцев позже.

## Музыкальная характеристика
Редактор Allmusic Стив Хью утверждает, что «Nine Inch Nails стали самой популярной индастриал-группой и в значительной степени несут ответственность за привлечение к этой музыке массовой аудитории». Резнор никогда не называл свою музыку термином «индастриал», но признаётся в заимствовании некоторых элементов у таких ранних индастриал-групп, как Throbbing Gristle и Test Dept. Несмотря на различие в звучании между этими группами, первыми исполнявших музыку «индастриал», и Nine Inch Nails, у журналистов стало общей практикой описывать музыку Резнора именно так. Трент сказал в интервью Spin, что первый сингл группы, «Down in It», был написан под влиянием ранних Skinny Puppy, в частности их песни «Dig It». Остальные песни из дебютного студийного альбома Pretty Hate Machine в том же интервью были описаны им как синти-поп В дальнейшем Резнор постоянно экспериментировал со стилисткой, совмещая индастриал-основу композиций NIN с разнообразными музыкальными жанрами, например эмбиентом, техно, драм-н-бейсом, хип-хопом, диско и хеви-металом. Так, например, в обзоре The Fragile Стив Купер пишет, что альбом сочетает разнообразные приёмы, такие как соло на фортепиано в «The Frail» и элементы драм-н-бейс в «Starfuckers, Inc.».
Необычную манеру исполнения и множество использованных техник можно найти во всём перечне песен Nine Inch Nails. Такие треки, как «Wish» и «The Day the World Went Away» имеют резкие изменения динамики. Вокал Резнора следует аналогичным образом, часто переходя от шёпота к крику. Трент также использует различное программное обеспечение для изменения своего голоса на некоторых песнях, таких как «Starfuckers Inc.» и «Burn». Музыка группы также иногда демонстрирует сложный размер такта, в частности на «The Collector» с With Teeth и «March of the Pigs». Резнор часто использует эффекты шумов и искажений в структуре песни, включающие несоответствие с мелодией и/или гармонией. Эти техники были использованы в песне «Hurt», которая включает сильно перегруженную игру на гитаре, подчеркнутую, когда Резнор поёт одиннадцатую ноту на слове «Я», каждый раз когда проигрывается пара B/F. «Closer» завершается фортепианным мотивом: та же мелодия впервые появляется во время припева в «Piggy», и затем повторяется на одноимённом треке The Downward Spiral. На The Fragile Резнор пересматривает этот метод повторения мотива множество раз в течение разных песен, или на разных музыкальных инструментах с перемещённой гармонией или другим темпом.
Лирические темы, имеющиеся в песнях Nine Inch Nails в значительной степени связаны с самоисследованием, начиная от религии, жадности, секса, славы, наркомании, самообмана, сожаления, нигилизма, а иногда и политики; последняя тема особо затрагивается в Year Zero. Три из записей Nine Inch Nails являются концептуальными альбомами: The Downward Spiral, последующий The Fragile, и вышеупомянутый Year Zero. With Teeth (под рабочим названием Bleedthrough) должен был быть концептуальным альбомом о нескончаемом сне, происходящем в реальности, но Резнор в конечном итоге отклонил эту идею.

## Влияние и наследие
Трент Резнор утверждает, что он является большим поклонником творчества Дэвида Боуи, и альбом Low Резнор неоднократно упоминал как один из источников вдохновения при записи альбома The Downward Spiral. В 1995 году Nine Inch Nails и Дэвид Боуи провели ряд совместных концертов в рамках гастрольного тура Боуи Outside Tour. Трент Резнор также появился в видеоклипе Дэвида Боуи «I’m Afraid of Americans» и делал ремиксы на некоторые его композиции. Помимо Боуи, Резнор выделяет музыку Гэри Ньюмана, Принса, Devo, Public Enemy, Skinny Puppy, Ministry, Cabaret Voltaire, Coil, The Jesus and Mary Chain, Soft Cell, Depeche Mode, My Bloody Valentine, Siouxsie and the Banshees и Джорджо Мородера.
Став одними из ключевых и самых успешных исполнителей индастриал-музыки, сами Nine Inch Nails повлияли на множество новых музыкантов, которые в соответствии с творческим диапазоном Резнора начали с «общего подражания» его первого успешного альбома, вторя его стиль в «истинной, менее подражательной манере» последующих альбомов. Среди числа исполнителей, для которых творчество NIN оказало большое значение Static-X, Fear Factory, Korn, Garbage, Death Grips, The Dillinger Escape Plan, Skillet, Zardonic, Deadmau5, Skrillex, The Glitch Mob, Кори Тейлор из Slipknot, Майк Шинода из Linkin Park, певица Анггун, хип-хоп-исполнитель Сол Уильямс. Некоторые российские музыканты также признают значение NIN для своего творчества, среди них Юрий Шевчук и Константин Шумайлов из группы «ДДТ», Михаил Борзыкин из группы «Телевизор» и Пётр Мамонов из группы «Звуки Му»
После выхода The Downward Spiral известные артисты стали обращать внимание на значимость Nine Inch Nails: Дэвид Боуи сравнил воздействие Резнора с The Velvet Underground. Боб Эзрин, продюсер Pink Floyd, Kiss, Alice Cooper, и Питер Гэбриела описал Резнора как «настоящего провидца» и посоветовал стремящимся исполнителям взять его стратегию бескомпромиссного отношения к музыке.
В 1997 году Трент появился в списке наиболее влиятельных американцев по версии журнала Time, а Spin назвал его «самым существенным артистом». RIAA сертифицировала продажи альбомов NIN на территории США в количестве десяти с половиной миллионов копий, на которые приходится около половины мировых продаж альбомов. В ходе награждения премии журнала Kerrang! NIN были признаны «Иконой Kerrang!», в честь своего многолетнего творчества, повлиявшего на современную музыку.

## Состав Nine Inch Nails
За всю историю группы только Трент Резнор оставался неизменным участником Nine Inch Nails.
Студийный состав:
- Трент Резнор (1988 — настоящее время)
- Аттикус Росс (2016 — настоящее время)

- Концертный состав Nine Inch Nails в 2014 году
- Трент Резнор
(ведущий вокал, синтезатор, фортепиано, гитара)
- Робин Финк
(гитара, синтезатор, бэк-вокал)
- Алессандро Кортини
(синтезатор, драм-машина, бас-гитара, бэк-вокал)
- Илан Рубин
(барабаны, перкуссия, фортепиано)

| Концертный состав группы: - Трент Резнор (1988 — настоящее время) - Робин Финк (1994—2000; 2008 — настоящее время) - Алессандро Кортини (2004—2008; 2013 — настоящее время) - Илан Рубин (2009 — настоящее время) | Бывшие участники группы: - Крис Вренна (1989—1997) - Ричард Патрик (1989—1993, 1996) - Джеймс Вулли (1991—1994) - Дэнни Лонер (1994—2000) - Чарли Клоузер (1994—2000) - Джером Диллон (1999—2005) - Аарон Норт (2005—2007) - Джорди Уайт (2005—2007) - Джош Фриз (2005—2008) - Джастин Мелдал-Джонсен (2008—2013) - Джошуа Юстис (2013—2014) | Приглашённые музыканты: - Рон Мусарра (1988) - Ник Раш (1990) - Дэвид Хэймс (1990) - Ли Марс (1990, 1991) - Мартин Аткинс (1990, 1991) - Джефф Вард (1991) - Эдриан Белью (1994, 1999, 2008, 2013) - Дэйв Наварро (1995, 2009, 2016) - Алекс Карапетис (2005) - Дэйв Грол (2005, 2016) - Рич Фаунс (2008) - Майк Гарсон (2009) - Эрик Эвери (2009, 2013) - Пино Палладино (2013) - Лиза Фишер (2013) - Шарлотта Гибсон (2013) |

## Дискография
Студийные альбомы
- Pretty Hate Machine (1989)
- The Downward Spiral (1994)
- The Fragile (1999)
- With Teeth (2005)
- Year Zero (2007)
- Ghosts I–IV (2008)
- The Slip (2008)
- Hesitation Marks (2013)
- Bad Witch (2018)
- Ghosts V: Together (2020)
- Ghosts VI: Locusts (2020)
- TRON: Ares (Original Motion Picture Soundtrack) (2025)

## Концертные туры
- Серия концертов «Pretty Hate Machine» (1988—1991)
- Self Destruct (1994—1996)
- Fragility (1999—2000)
- Live: With Teeth (2005—2006)
- Performance 2007 (2007)
- Lights in the Sky (2008)
- Wave Goodbye Tour[англ.] (2009)
- Tension (2013—2014)
- I Can’t Seem to Wake Up (2017)
- Cold and Black and Infinite (2018)

## Награды и номинации
«Грэмми» считается наиболее важной музыкальной наградой и вручается ежегодно Национальной академией искусства и науки звукозаписи. Nine Inch Nails получили две награды из двенадцати номинаций, также ожидалась награда на 56-й церемонии «Грэмми» за альбом Hesitation Marks.
| Год  | Номинируемая работа                       | Категория                                                      | Результат |
| ---- | ----------------------------------------- | -------------------------------------------------------------- | --------- |
| 1993 | «Wish»                                    | Лучшее метал-исполнение                                        | Победа    |
| 1995 | The Downward Spiral                       | Лучшее альтернативное исполнение                               | Номинация |
| 1996 | «Happiness in Slavery (живое исполнение)» | Лучшее метал-исполнение                                        | Победа    |
| 1996 | «Hurt»                                    | Лучшая рок-песня                                               | Номинация |
| 1998 | «The Perfect Drug»                        | Лучшее хард-рок исполнение                                     | Номинация |
| 2000 | The Fragile                               | Лучший альтернативный альбом                                   | Номинация |
| 2000 | «Starfuckers, Inc.»                       | Лучшее метал-исполнение                                        | Номинация |
| 2001 | «Into the Void»                           | Лучшее мужское вокальное рок-исполнение                        | Номинация |
| 2006 | «The Hand That Feeds»                     | Лучшее хард-рок исполнение                                     | Номинация |
| 2007 | «Every Day Is Exactly the Same»           | Лучшее хард-рок исполнение                                     | Номинация |
| 2009 | «34 Ghosts IV»                            | Лучшее инструментальное рок-исполнение                         | Номинация |
| 2009 | Ghosts I–IV                               | Лучшая упаковка коробочной или специальной ограниченной версии | Номинация |
| 2014 | Hesitation Marks                          | Лучший альтернативный альбом                                   | Номинация |